# تومي ميلتون
تومي ميلتون (بالإنجليزية: Tommy Milton)‏ هو سائق سيارة سباق أمريكي، ولد في 14 نوفمبر 1893 في سانت بول في الولايات المتحدة، وتوفي في 10 يوليو 1962 في ماونت كليمنس في الولايات المتحدة.

## روابط خارجية
- تومي ميلتون على موقع Racing-Reference.info (الإنجليزية)
- تومي ميلتون على موقع DriverDB.com (الإنجليزية)